# Negru Vodă
Negru Voda là một thị xã thuộc hạt Constanța, România. Dân số thời điểm năm 2002 là 5566 người.